# Cayaponia kathematophora
Cayaponia kathematophora är en gurkväxtart som beskrevs av Richard Evans Schultes. Cayaponia kathematophora ingår i släktet Cayaponia och familjen gurkväxter. Inga underarter finns listade i Catalogue of Life.